# Beroe
Pour les articles homonymes, voir Béroé.
Genre
Beroe (les béroés en français) est un genre de cténophores de la famille des Beroidae.
Le nom provient de Béroé, l'une des Océanides de la mythologie grecque. Leur aspect et notamment leur luminescence irisée ont inspiré beaucoup de créateurs, dont les scénaristes du film Abyss.

## Systématique
Pour le WoRMS, le genre Beroe est à attribuer, en 1776, au zoologiste danois Otto Friedrich Müller (1730-1784) bien que ce nom générique ait été mentionné antérieurement par Patrick Browne (~1720-1790) en 1756 et par Gronov en 1760.

## Liste d'espèces
Selon World Register of Marine Species (9 novembre 2021) :
- Beroe abyssicola Mortensen, 1927
- Beroe australis Agassiz & Mayer, 1899
- Beroe baffini Kramp, 1942
- Beroe basteri Lesson, 1830
- Beroe beroe (Linnaeus, 1758)
- Beroe campana Komai, 1918
- Beroe compacta Moser, 1909
- Beroe constricta Chamisso & Eysenhardt, 1821
- Beroe cucumis Fabricius, 1780
- Beroe culcullus Martens, 1829
- Beroe cyathina A. Agassiz, 1860
- Beroe flemingii (Eschscholtz, 1829)
- Beroe forskalii Milne Edwards, 1841
- Beroe gilva Eschscholtz, 1829
- Beroe gracilis Künne, 1939
- Beroe hyalina Moser, 1907
- Beroe macrostoma Péron & Lesueur, 1808
- Beroe mitraeformis Lesson, 1830
- Beroe mitrata (Moser, 1907)
- Beroe ovata Bruguière, 1789
- Beroe ovatus Bosc, 1802
- Beroe pandorina (Moser, 1903)
- Beroe penicillata (Mertens, 1833)
- Beroe ramosa Komai, 1921
- Beroe roseus Quoy & Gaimard, 1824
- Beroe rufescens (Eschscholtz, 1829)

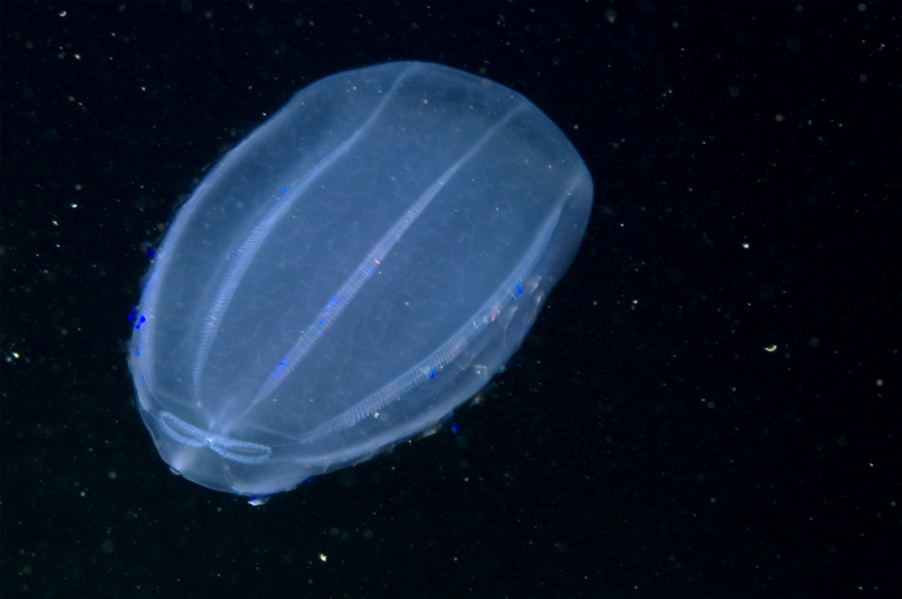
Beroe cucumis.
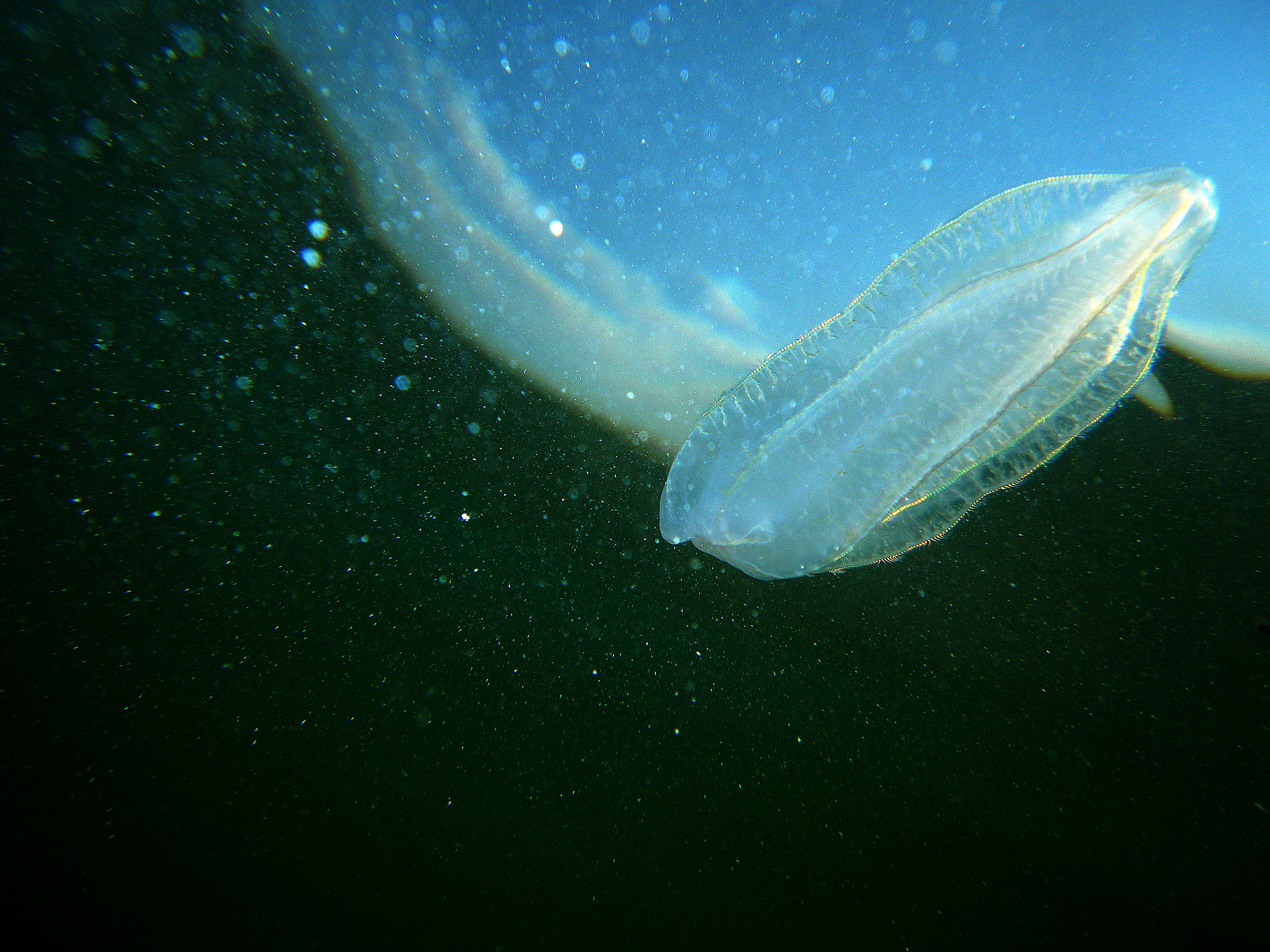
Beroe ovata.